# Aziz Akhannouch
Aziz Akhannouch (en amazighe : ⵄⴰⵣⵉⵣ ⴰⵅⵏⵏⵓⵛ, Ɛaziz Axnnuc ; en arabe : عَزِيز أَخَنُّوش, ʿazīz ʾAẖannūš), né le 16 août 1961 à Tafraout, est un homme d'affaires et homme d'État marocain, chef du gouvernement du Maroc depuis le 7 octobre 2021.
Il est l'un des actionnaires principaux du Akwa Group. Sa fortune est estimée à deux milliards de dollars d'après le classement 2019 du magazine Forbes.
Entre 2007 et 2021, il est le ministre de l'Agriculture et de la Pêche. 
Depuis 2016, il dirige le Rassemblement national des indépendants (RNI), parti de centre droit. Le RNI étant arrivé en tête des élections législatives de 2021, le roi Mohammed VI le charge de former le nouveau gouvernement.
Il est également maire d’Agadir depuis les élections communales de 2021.

## Situation personnelle

### Origines
Aziz Akhannouch est né le 16 août 1961 à Tafraout. Il est originaire de la tribu amazighe du Souss des Aït Ammeln,,.
Il est l'héritier d'un mini-empire crée par son père, qu'il contribue à moderniser et développer. Son père, Haj Oulhaj Akhanouch est originaire de Aguerd Oudad, un douar proche de Tafraout, dont les forces vives ont émigré dès les années vingt à Casablanca.
Arrivé à Casablanca en 1932, Oulhaj Akhannouch ouvre un magasin où il revend du pétrole au litre. Doué d'un sens des affaires, il développe rapidement un réseau de distribution comptant sept échoppes, dont certaines sont confiées en gérance.
Une dizaine d'années plus tard, il retourne à Agadir pour y ouvrir une conserverie et une taillerie de marbre. Il s'engage en soutenant le mouvement indépendantiste marocain. Il défend également dans les années 1940 un mouvement populaire de boycott économique contre les Français. Les autorités du protectorat le mettent en prison, brûlent ses commerces. Libéré, ses affaires périclitent. 
Oulhaj se lance ensuite dans les hydrocarbures en créant  Afriquia SMDC, en association avec Mohamed Wakrim, un homme auquel il est lié par les affaires et une origine géographique commune. 
Au lendemain de l’indépendance, Oulhaj peut se refaire grâce au renvoi d’ascenseur des nationalistes. Soucieux de bien de se faire voir, Oulhaj Akhennouch fournira des bonbonnes de gaz lors de la Marche verte.
À la fin des années 70, il décide d'entrer en politique en créant le Parti de l'Action.

### Formation
Dans les années 70, Aziz Akhannouch fait ses études primaires et secondaires dans la ville de Casablanca.  Après son baccalauréat, il effectue son cursus universitaire au Canada, au Québec, à l'université de Sherbrooke, où il obtient un MBA en 1986. 

### Vie privée et familiale
Aziz Akhannouch est marié avec la femme d'affaires Salwa Idrissi, propriétaire de la holding Aksal et petite fille de Haj Hmad Benlafkih, richissime homme d'affaires, qui a fait fortune en partenariat avec Hassan Raji, le propriétaire des thés Sultan.
Il est père de trois enfants dont Soukaïna, qui lui a succédé en tant que présidente d'Akwa Group en 2021, à l'âge de 28 ans après sa nomination comme chef du gouvernement , de son côté, sa seconde fille, Kenza, a créé sa propre entreprise de services esthétiques en collaboration avec M by Majda.

## Carrière professionnelle

### Retour au Maroc
Aziz Akhannouch retourne au Maroc au milieu des années 1980 et s'implique dans les affaires familiales.  Après la disparition de son père dans les années 90, il hérite d’un empire florissant et d'un important patrimoine foncier important dans le quartier Ain Sbaa. 
Dans les années 90, il se rapproche alors de Driss Basri.
De 1996 à 1999, sur proposition de Driss Basri, Akhanouch est nommé au G14, un think-tank économique créé par le roi Hassan II pour tracer les grandes stratégies du pays. 
Parmi les autres membres du G14, on retrouve Mostafa Terrab, Adil Douiri, Driss Benhima, Hassan Benabderrazik et Saâd Bendidi. Il est le seul non-ingénieur. 
En 1996, il investit dans le secteur des médias en rachetant Caractères, devenant ainsi propriétaire de :
- La Vie économique ;
- Aujourd'hui le Maroc.
- Femmes du Maroc ;
- Maisons du Maroc ;
- Nissaa Min Al Maghrib ;

Il acquiert également des actions dans le journal L'Économiste.
Après avoir racheté La Vie Économique, il tente plusieurs fois de s'emparer de l’Économiste, sans succès. 
En 1999 il entre dans le capital de Meditelecom, 2e opérateur derrière Maroc Telecom. 
La même année, deux sociétés du Akwa Group sont introduites en bourse :  Afriquia Gaz et Maghreb Oxygène.

### Tournant des années 2000
Au début des années 2000, il s'éloigne très rapidement de Driss Basri, alors en disgrâce et dont l'image est fortement dégradée. 
Alors que ce dernier fait la une de la presse marocaines avec ses déclarations chocs depuis Paris, le journal La Vie économique ne parlera jamais du cas Driss Basri. Soucieux de se rendre utile, il introduit ses connaissances d’extrême gauche aux conseillers du Roi.
En 2003, Aziz Akhanouch est élu président du Conseil de la région Souss-Massa-Drâa, avec 98 voix sur 110. 
En 2005, il rachète la Somepi, principale entreprise concurrente de Afriquia, et propriété de Mustapha Amhal, pour la somme de 1 milliard de dirhams (93 millions d’euros). Le deal est financé en grande partie par Khalid Oudghiri, directeur de Attijariwafa Bank.
La fusion avec la Somepi transforme Afriquia en un véritable géant économique. 
En 2006, il entre au capital du journal La Nouvelle Tribune.

### Fortune
Sa fortune personnelle est estimée en 2019 à 1,9 milliard de dollars selon Forbes. 
Il détient via sa Holding Akwa des dizaines d'entreprises dont Afriquia, Afriquia Gaz, Tissir Gaz, Ultra Gaz, Mini Brahim, Oasis Café,  Maghreb Oxygène, La Vie économique, Nissa Min Al Maghrib, Femmes du Maroc, Aujourdhui le Maroc, Le Courrier de l'Atlas ainsi que les Hôtels Ibis Budget.
En 2021, il est l'homme le plus riche du Maroc après le roi.

## Parcours politique

### Président de région
Entre 2003 et 2007, il est président de la région Souss-Massa-Drâa.

### Ministre de l'Agriculture et de la Pèche

#### Gouvernement Abbas El Fassi
En 2007, sous Abbas El Fassi, il est nommé Ministre de l'Agriculture et de la Pêche par le roi Mohammed VI.  
Dès sa première année au ministère, en 2008, il annonce le lancement du Plan Maroc Vert, une stratégie agricole visant à convertir l’agriculture marocaine en un véritable moteur de développement économique et social. 
Il rejoindra durant cette période le parti politique Rassemblement national des indépendants (RNI).

#### Gouvernement Benkirane
Après les manifestations du Printemps arabe en 2011, le roi annonce une modification de la constitution. La constitution l'oblige désormais à nommer comme chef du Gouvernement le chef du premier parti politique arrivé en tête aux élections législatives.
Aziz Akhannouch soutient publiquement Salaheddine Mezouar qui, président du RNI, appelle à une coalition de tous les partis politiques du Maroc contre le PJD. Cela n’empêchera pas le PJD de remporter le scrutin de 2011.
En 2012, sous le gouvernement de Abdelilah Benkirane, il est nommé par le roi Mohammed VI comme ministre de l'Agriculture et de la Pêche maritime.  Il annonce alors qu'il gèle son adhésion au RNI. 
Le 23 août 2013, en plus de son portefeuille ministériel de l'agriculture, il est nommé par le chef de gouvernement Abdelilah Benkirane, ministre de l'Économie et des Finances par intérim, en remplacement de Nizar Baraka, démissionnaire du gouvernement Benkirane car nommé par le roi Mohammed VI à la tête du Conseil économique, social et environnemental.

#### Gouvernement El Othmani
Lors des élections législatives de 2016, le PJD renforce son score, devenant le premier parti politique marocain en obtenant 125 sièges contre 37 sièges pour le RNI.  En février 2020, Aziz Akhannouch est chargé par le roi Mohammed VI de la stratégie de développement agricole du royaume jusqu'en 2030. Ce nouveau plan, du nom de « Génération Green » prend la suite du Plan Maroc Vert. 
En mars 2020, via sa société Afriquia, filiale du groupe Akwa, il affirme participer à hauteur d'un milliard de dirhams au fonds de gestion de la pandémie de Covid-19 fondé à l'appel du roi Mohammed VI.

### Chef du gouvernement
Le RNI arrive en tête des élections législatives du 8 septembre 2021. « Aziz Akhannouch a déployé les grands moyens pour sa campagne électorale, il a mené une véritable campagne à l'américaine, avec un énorme budget », constate l'universitaire Omar Brouksy. Lui et les cadres de son parti ont parcouru le pays et investi massivement les réseaux sociaux, promettant la création d'un million d'emplois. « Le RNI a beaucoup imité le PJD en créant des réseaux d'associations dotées de fonds pour entretenir une clientèle et s'implanter localement », ajoute le politologue Mohamed Tozy.
Conformément à la Constitution, qui prévoit que le chef du gouvernement soit choisi au sein du parti arrivé en tête des élections législatives, le roi Mohammed VI le charge de former le nouveau gouvernement. Il est également élu maire de la ville d'Agadir. 
Il est considéré comme un proche du roi du Maroc.
Le 22 septembre 2021, Aziz Akhannouch annonce avoir formé une coalition avec le Parti authenticité et modernité (PAM) et le Parti de l'Istiqlal (PI). Son gouvernement entre en fonction le 7 octobre 2021.
Dans le même temps, Aziz Akhannouch annonce se désengager de la gestion de la holding familiale, tout en restant actionnaire majeur.  

#### Budget 2023
La présentation par le Gouvernement Akhannouch du budget pour l'année 2023 intervient dans le contexte d'une crise économique et sociale, la crise énergétique mondiale provoquant une flambée des prix des carburants et des denrées alimentaires. Plus de 3 millions de Marocains supplémentaires basculent « dans la pauvreté ou la vulnérabilité » selon les chiffres de l’État, tandis que le déficit commercial et l'endettement public s’accroissent légèrement et que la croissance économique reste faible (0,8 % selon le Fonds monétaire international et 1,5 % selon le gouvernement marocain pour l'année 2022). Le budget 2023 est présenté comme favorisant les intérêts des grandes entreprises afin de stimuler l’investissement, avec notamment une baisse de onze points (de 31 % à 20 %) de l’impôt sur les sociétés pour les entreprises réalisant moins de 100 millions de dirhams de profits. Le patronat, représenté par la Confédération générale des entreprises du Maroc (CGEM), se félicite alors de l'adoption de ce budget, tandis que l'opposition fustige le renoncement à tout projet de réforme fiscale visant à diminuer les inégalités sociales ou soulager la pauvreté.
Le gouvernement rejette par ailleurs la proposition de taxe sur les superprofits défendue par l'opposition, une décision qui provoque une polémique dans le pays en raison des liens d'Akhannouch avec le secteur des hydrocarbures, à l’origine de sa fortune. La taxe visait en effet tout particulièrement ce secteur, dont les entreprises ont vu leurs bénéfices s'élever à 1,68 milliard de dirhams de 2018 à 2022. Leader en termes de part de marché, l'entreprise Afriquia, filiale du Groupe Akwa — dirigée depuis novembre 2021 par Soukayna Akhannouch et dont Aziz Akhannouch reste le principal actionnaire —, engrange ainsi depuis quatre ans des bénéfices de 497 millions de dirhams, les troisièmes plus importants après TotalEnergies (883 millions) et Vivo Energy (555 millions), selon un rapport du Conseil de la concurrence, publié fin septembre 2022, qui qualifie l'activité de « très lucrative au Maroc ». Historiquement très dépendant des importations d'hydrocarbures, ce dernier avait déjà été le théâtre d'une polémique similaire en 2018 après la parution d'un rapport parlementaire jugeant les marges du secteur « excessives ». Alors ministre de l'agriculture au sein du Gouvernement El Otmani I, Aziz Akhannouch avait déjà été la cible de critiques, le ministre « personnifiant » alors la collusion entre le monde des affaires et la classe dirigeante. Condamné en 2019 pour entente sur les prix, Afriquia, Total et Shell ne font finalement l'objet d'aucune sanction, tandis que le projet de rétablissement de la subvention sur les carburants supprimée en 2015 est abandonné.
Le rejet en 2022 de l'établissement d'une nouvelle taxe par le gouvernement provoque une campagne de critiques de la part de la société civile et de l'opposition, dont notamment le Parti socialiste unifié (PSU) et le Parti marocain libéral (PML). Les dirigeants de ces derniers accusent les majors de s'entendre pour maintenir des prix élevés « avec la complicité et le parrainage du gouvernement d’Aziz Akhannouch », à nouveau accusé de conflit d'intérêts. Sur twitter, la campagne est notamment portée par le hashtag #Dégage_Akhannouch. Cependant, selon Marc Owen Jones, professeur adjoint d’études du Moyen-Orient et d’humanités numériques à l’Université Hamad ben Khalifa de Doha, une analyse de l'utilisation dudit hashtag sur Twitter démontre qu'il s'agit « en grande partie » de faux comptes ou de comptes créés uniquement pour l'occasion et conclut sur une manipulation, sans identifier qui en est à l'origine. Son examen d'environ 10 000 comptes uniques révèle qu’entre 2008 et le 15 juillet 2022, 522 comptes liés à la personne d’Akhannouch ont en effet été créés, qui n'envoient presque exclusivement que des tweets sans interactions, suivis de 796 le seul 16 juillet, contre une moyenne mensuelle sur twitter de 59.
Forcé de s'expliquer devant les parlementaires, le chef du gouvernement se défend en assurant que les profits du secteur sont « quasiment les mêmes depuis 1997 » et qualifie de « mensonges » les chiffres avancés par l'opposition.
En juin 2023, Aziz Akhannouch estime que le secteur privé doit assumer les deux tiers des investissements au Maroc.

#### Manifestations en 2023
Face à la hausse des prix dans l'alimentation (+ 15 % en 2022) des rassemblements sont organisés le 19 février dans plusieurs villes du Maroc, à l'appel de la Confédération démocratique du travail (CDT), en dépit de l'interdiction de manifester décrétée par les autorités en raison de l'état d'urgence sanitaire. Le syndicat entend ainsi « protester contre la hausse sans précédent des prix et dénoncer l'indifférence du gouvernement face à l'aggravation de la crise sociale », estimant que les autorités « n'ont pas pris de dispositions concrètes pour préserver le pouvoir d'achat des Marocains qui ne cesse de s'effondrer ». Le gouvernement explique l'inflation par l'impact de l'invasion de l'Ukraine par la Russie, les aléas climatiques et la spéculation qui fait gonfler les prix de certains produits alimentaires.

## Polémiques

### Relations avec la presse
Propriétaire de journaux, il est réputé soucieux de son image.   
Si d'autres grandes fortunes comme Moulay Hafid El Alamy  sont réputées accepter les enquêtes ou les critiques sans réagir, les relations d'Aziz Akhannouch avec la presse marocaine sont parfois plus tendues.  
Chaque année, le Ministère de l'Agriculture achète des millions de dirhams de publicité massive dans les journaux du pays.  
Si un journal se permet de critiquer Akhannouch ou son plan Maroc Vert, il peut se voir couper ces publicités et les publicités de la holding Akwa.   En 2017, il attaque en justice 3 journalistes du site d'information Badil. Il exige qu'ils lui versent 1 million de dirhams.  

### Boycott de 2018
Au printemps 2018, le Maroc est secoué par un mouvement de boycott lancé contre Danone, Sidi Ali (eau minérale) et Afriquia. Ces trois marques, leaders sur trois produits de base – lait, eau et carburant –, sont accusées par la population de pratiquer des prix très élevés. Le mouvement est extrêmement suivi, entraînant des réactions de la part du gouvernement,,. 
Selon le think tank français École de pensée sur la guerre économique (EPGE), qui a enquêté sur le mouvement de boycott, il s’agirait d’une campagne de désinformation « hiérarchisée donc orchestrée par un agenda politique précis ». Cette initiative de déstabilisation aurait même bénéficié d’un budget important, avec par exemple entre 100 000 et 500 000 euros de budget d’achat d’espace en ligne pour diffuser les idées du mouvement. À cela, il faut ajouter d’onéreuses campagnes de dons aux démunis pour mobiliser l’opinion publique. Selon la même étude, le mouvement de Al Adl Wal Ihsane serait derrière cette campagne de boycott dans le but d’éloigner Aziz Akhanouch de la scène politique.
Fin novembre 2018, le roi réagit en nommant les membres du Conseil de la Concurrence. 
En 2020, le Conseil de la Concurrence déclare que les trois marques à l'origine de la campagne de boycott de 2018 avaient conclu une entente secrète sur les prix.

### Propos controversés
En décembre 2019, lors d’un meeting à Milan auprès des Marocains vivant en Italie, il déclare : « Qui veut [vivre] au Maroc doit respecter sa devise et sa démocratie. Les insultes ne nous feront pas avancer. Et excusez-moi, mais ce n’est pas la justice qui doit faire ce travail. […] Nous devons rééduquer les Marocains qui manquent d’éducation. »
Ces propos déclenchent de vives réactions ainsi qu’un nouvel appel au boycott de ses entreprises.

### Accusation de corruption
Le député européen et paysan José Bové affirme qu'Aziz Akhannouch, alors ministre de l'Agriculture, a tenté de le corrompre lors de la négociation commerciale sur les fruits et légumes entre l’Union européenne et le Maroc. Akhannouch dément ces allégations et porte plainte pour diffamation.

## Fonctions
- Il a été président du Groupement des Pétroliers du Maroc (GPM), le lobby marocain du pétrole[43]
- En 1999, il est membre du conseil d'administration de BMCE Bank of Africa[44]

### Articles
- Akwa Group
- Salwa Idrissi Akhanouch
- Afriquia
- La Vie économique
- Plan Maroc Vert